# Immokalee
Immokalee ist ein census-designated place (CDP) im Collier County im US-Bundesstaat Florida. Das U.S. Census Bureau hat bei der Volkszählung 2020 eine Einwohnerzahl von 24.557 ermittelt. 

## Geographie
Durch Immokalee führt die Florida State Road 29. Der Ort liegt etwa 60 km nordöstlich von Naples. Immokalee ist die größte Siedlung der Naples–Immokalee–Marco Island Metropolitan Statistical Area, die dem Collier County entspricht.

## Demographische Daten
Laut der Volkszählung 2010 verteilten sich die damaligen 24.154 Einwohner auf 6.816 Haushalte. Die Bevölkerungsdichte lag bei 1.155,7 Einw./km². 43,2 % der Bevölkerung bezeichneten sich als Weiße, 18,9 % als Afroamerikaner, 1,0 % als Indianer und 0,2 % als Asian Americans. 32,7 % gaben die Angehörigkeit zu einer anderen Ethnie und 4,1 % zu mehreren Ethnien an. 75,6 % der Bevölkerung bestand aus Hispanics oder Latinos.
Im Jahr 2010 lebten in 58,4 % aller Haushalte Kinder unter 18 Jahren sowie 17,3 % aller Haushalte Personen mit mindestens 65 Jahren. 78,9 % der Haushalte waren Familienhaushalte (bestehend aus verheirateten Paaren mit oder ohne Nachkommen bzw. einem Elternteil mit Nachkomme). Die durchschnittliche Größe eines Haushalts lag bei 3,96 Personen und die durchschnittliche Familiengröße bei 4,14 Personen.
37,4 % der Bevölkerung waren jünger als 20 Jahre, 34,5 % waren 20 bis 39 Jahre alt, 19,9 % waren 40 bis 59 Jahre alt und 8,5 % waren mindestens 60 Jahre alt. Das mittlere Alter betrug 27 Jahre. 55,3 % der Bevölkerung waren männlich und 44,7 % weiblich.
Das durchschnittliche Jahreseinkommen lag bei 22.378 $, dabei lebten 43,9 % der Bevölkerung unter der Armutsgrenze.
Im Jahr 2000 war Englisch die Muttersprache von 21,96 % der Bevölkerung, spanisch sprachen 64,22 % und 13,82 % hatten eine andere Muttersprache.

## Sehenswürdigkeiten
Am 4. Oktober 2003 wurde die Roberts Ranch in das National Register of Historic Places eingetragen.

## Schulen
- Highlands Elementary School
- Lake Trafford Elementary School
- The Learning Center
- Pinecrest Elementary School
- Village Oaks Elementary School
- Hendry Youth Development Acade School
- Hendry Halfway House
- Immokalee Middle School
- Immokalee High School

## Söhne und Töchter der Stadt
- Edgerrin James (* 1978), Footballspieler
- J. C. Jackson (* 1995), American-Football-Spieler